# 鬼ノ城

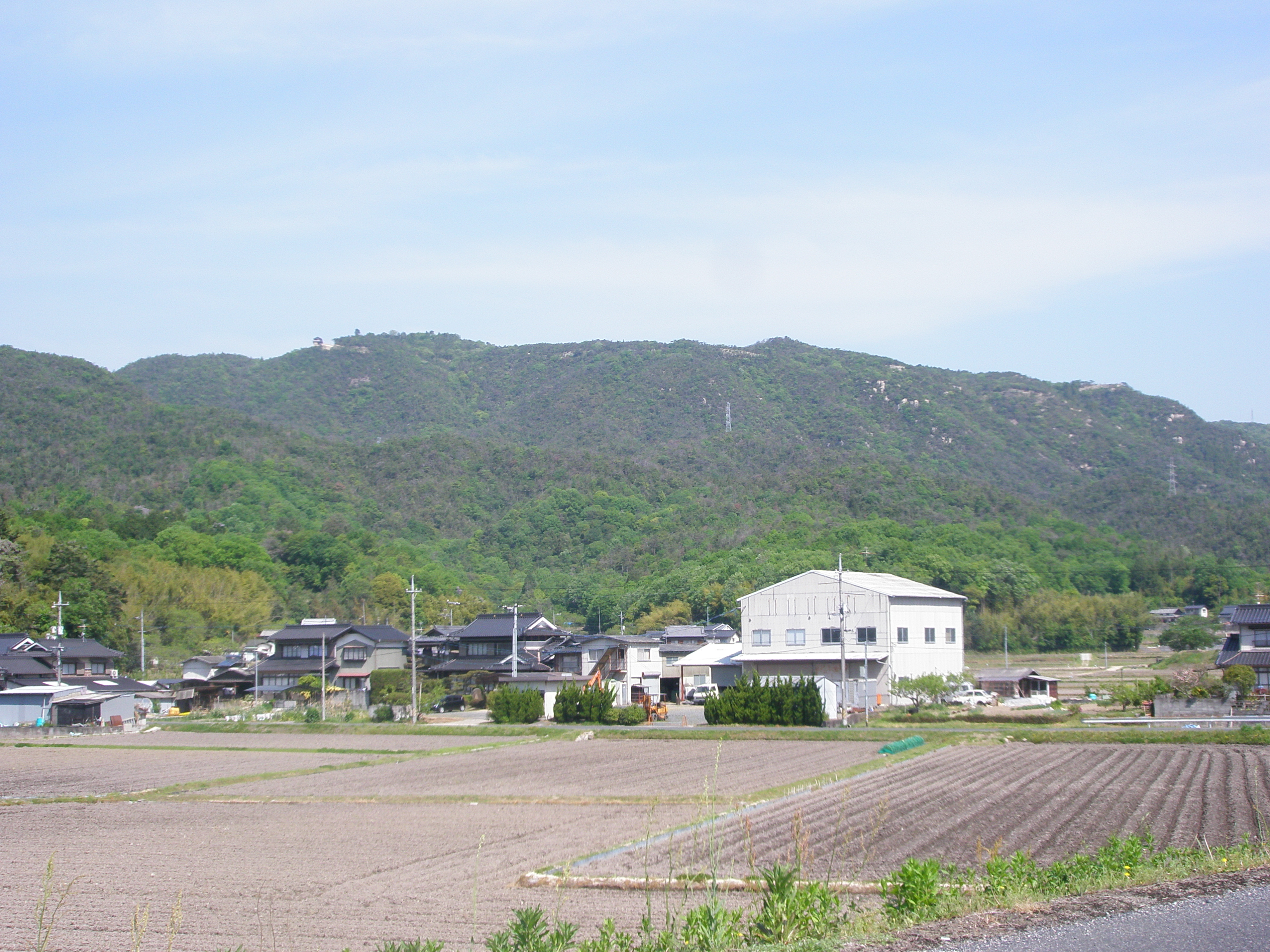
鬼ノ城遠望（水城状遺構より）

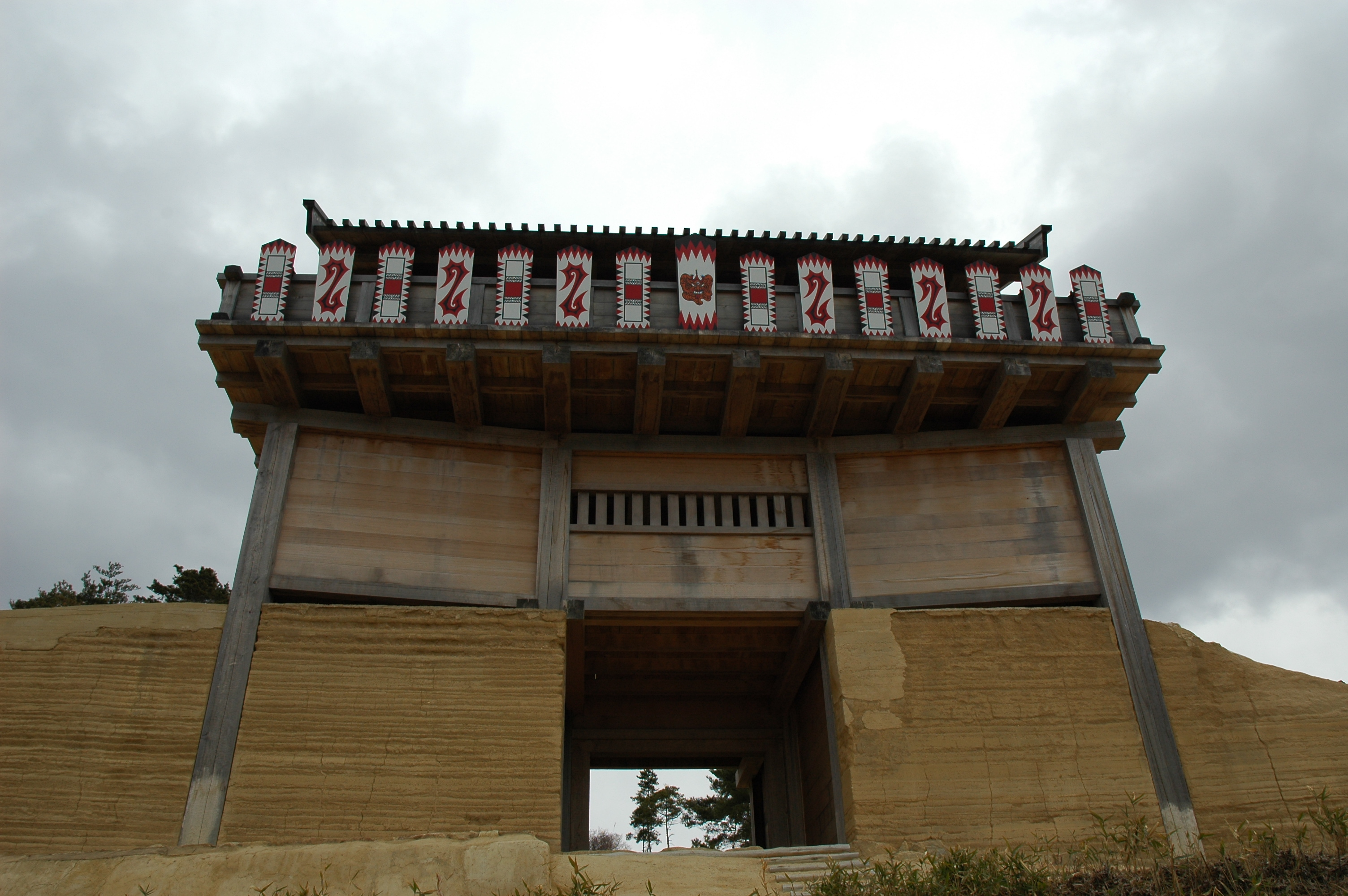
西門（城外より）

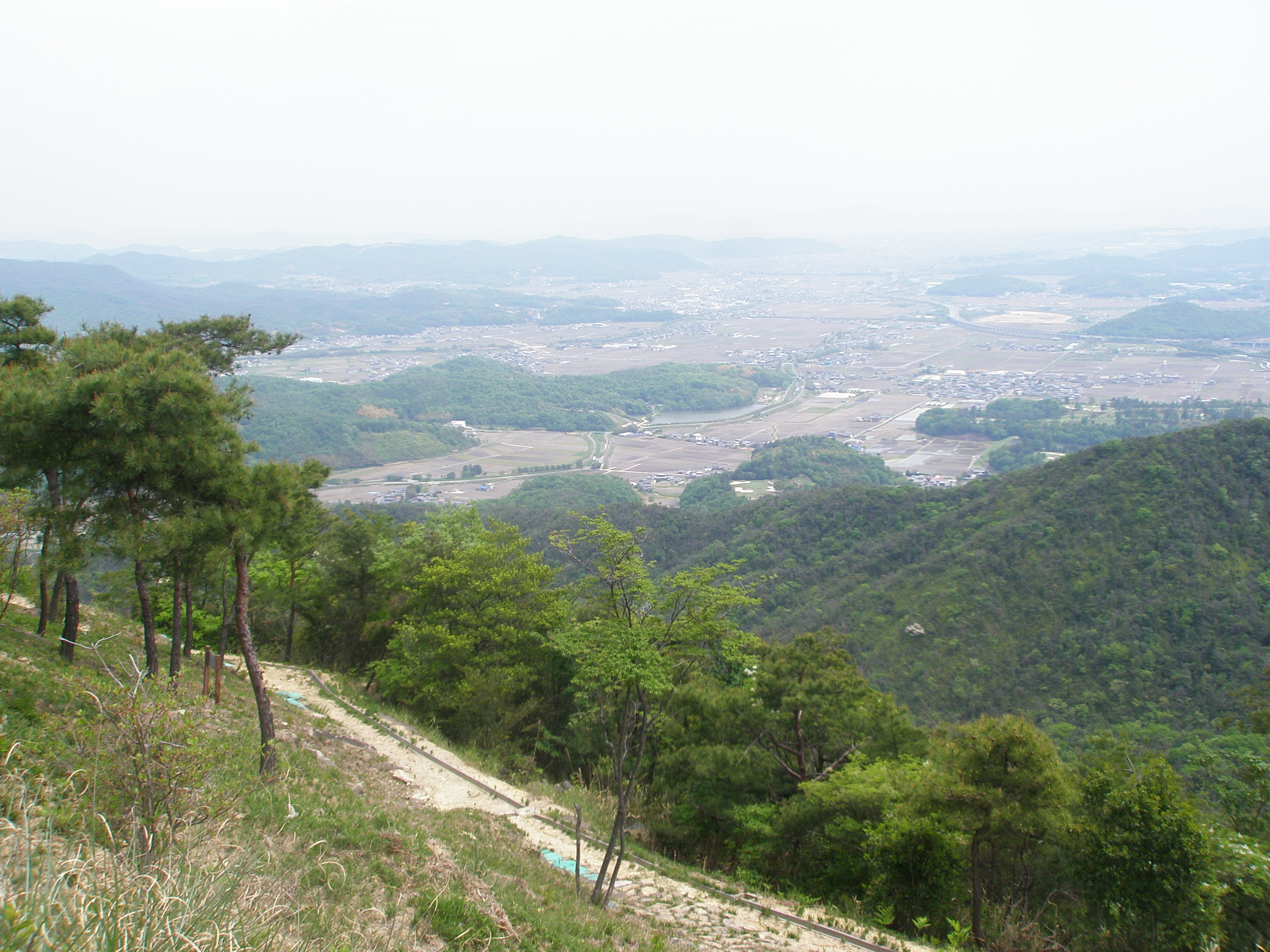
水城状遺構を望む（城内より）

鬼ノ城（きのじょう）は、岡山県総社市の鬼城山（きのじょうざん）に築かれた、日本の古代山城（神籠石式山城）。廃城であるが、城壁や西門などが復元されている。
城跡を含む「鬼城山」は1986年（昭和61年）3月25日、国の史跡に指定された。2006年4月6日に日本城郭協会が選定した、日本100名城（69番）に選定されている。
温羅伝説の舞台としても知られる。

## 概要
大和朝廷は倭（日本）の防衛のために、朝鮮半島に向き合う対馬から畿内に至る要衝に様々な防御施設を築いている。鬼ノ城は史書に記載が無く、築城年は不明であるが、発掘調査では7世紀後半に築かれたとされている。
鬼ノ城は、吉備高原の南端に位置し、標高397メートルの鬼城山の山頂部に所在する。すり鉢を伏せた形の山容の7〜9合目の外周を、石塁・土塁による城壁が鉢巻状に2.8キロメートルにわたって巡る。城壁で囲まれた城内の面積は、約30ヘクタールである。城壁は土塁が主体で、城門4か所・角楼・水門6か所などで構成される。そして、城壁を保護するための敷石の発見は、国内初のことであった。城内では、礎石建物跡7棟、掘立柱建物跡1棟、溜井、烽火場、鍛冶遺構などが確認されている。鬼ノ城は、山城に必要な設備がほぼ備わり、未完成の山城が多い中で稀な完成した古代山城とされている。
鬼ノ城は、「歴史と自然の野外博物館」の基本理念に基づき、西門と角楼や土塁が復元された。その他、城門、水門、礎石建物跡、展望所、見学路などの整備とともに、「鬼城山ビジターセンター」と駐車場を整え、「史跡・自然公園」として一般公開されている。
城壁は、幅7m×高さ6〜7mの版築土塁が全体の8割強を占める。しかし、城壁最下の内外に1.5m幅の敷石が敷設されており、石城の趣が強い。そして、防御正面の2か所の張り出しは、石垣で築かれている。流水による城壁の崩壊を防止するための水門が、防御正面に集中する。城壁下部の2〜3mに石垣を築いて水口を設け、通水溝の上部を土塁で固めた水門が4か所ある。他の2か所は、石垣の間を自然通水させる浸透式の水門である。また、水門の城内側の2か所の谷筋で、土手状遺構が発掘された。土石流や流水から城壁を守るためと、水を確保するための構築物である。そして、第0水門の城壁下部で、マス状の石囲の浅い貯水池が発掘され、多くの木製品が出土した。
城門は、防御正面に東門・南門・西門、防御背面に北門の4ヵ所が開く。主の進入路と思われる場所に西門があり、西門の北側約60メートルの隅かどに角楼がある。各々の城門は、門礎を添わせた掘立柱で、門道は石敷きである。西門は平門構造で、他の門は懸門構造である。東門は間口1間×奥行2間で6本の丸柱構造。南門は間口3間×奥行2間で12本の角柱構造。中央の1間が出入り口で、本柱は一辺が58cm角である。西門は南門と同じ柱配列で、本柱は一辺が60cm角である。そして、門道の奥に4本柱の目隠し塀がある。北門は間口1間×奥行3間の8本の柱構造。本柱は一辺が55cmの角柱で、他は丸柱である。そして、門道に排水溝が埋設されている。また、西門周辺と角楼に至る土塁上面の柱穴の並びは、板塀のための柱跡とされている。
城内の中心部には、食糧貯蔵の高床倉庫と思われる礎石総柱建物跡5棟、管理棟と思われる礎石側柱建物跡2棟が発掘された。また、12基の鍛冶炉の発掘は、鉄器製作の鍛冶工房とされ、羽口・鉄滓・釘・槍鉋・砥石などが出土する。他の出土遺物は、須恵器の円面硯・甕・壺・食器類に加え、土師器の製塩土器・椀・皿などがある。
鬼ノ城の南麓の低丘陵が南北から突出して狭くなった田園地帯に、水城状遺構がある。版築状の土塁で、長さ約300m×高さ約3m×基底部幅約21mを測り、土塁の上部に人々が集住する。水城と大野城の関係と同様に、城への進入路を遮断した軍事施設とされている。
鬼ノ城が築かれた吉備地方は、ヤマト政権の本拠地である畿内と九州、朝鮮半島を結ぶ海路である瀬戸内海のほぼ中間に位置する要地であった。鬼ノ城の山麓一帯は、勢威を誇った古代吉備の中心部であり、鬼ノ城は港（吉備津）から約11キロメートルである。
鬼ノ城は、いにしえから吉備津彦命による温羅退治の伝承地として知られていた。苔むした石垣が散在する状況から城跡らしいと判断され、「キのシロ」と呼んでいた。「キ」は、百済の古語では「城」を意味し、後に「鬼」の文字をあてたにすぎない。「鬼ノ城」は「シロ」を表す、彼の地と此の地との言葉を重ねた名称である。
礎石建物群の周辺では、仏教に関わる瓦塔、水瓶、器などの遺物が出土している。鬼ノ城の廃城後の飛鳥時代から平安時代にかけて、山岳寺院が営まれている。
鬼城山の山頂では、眼下に総社平野、岡山平野、岡山市街が一望できる。児島半島の前方は瀬戸内海、海の向こうの陸は香川県（旧讃岐国）である。坂出市の讃岐城山城と高松市の屋嶋城が視野に入る。

## 関連の歴史
『日本書紀』に記載された当時の国際情勢と、防御施設の設置記事は下記の通り。
- 斉明天皇6年（660年）：百済が唐・新羅連合軍によって滅ぼされる。
- 斉明天皇7年（661年）：中大兄皇子らが百済復国のための軍を将軍・安曇比羅夫、朴市秦田来津、百済王太子・扶余豊璋らとともに派遣。
- 天智天皇2年（663年）：白村江の戦いが勃発。
- 天智天皇3年（664年）：対馬島、壱岐島、筑紫国などに防人と烽（とぶひ）を配備し、筑紫国に水城を築く。
- 天智天皇4年（665年）：長門国に城を築き、筑紫国に大野城と基肄城を築く。
- 天智天皇6年（667年）：大和国に高安城、讃岐国に屋嶋城、対馬国に金田城を築く。この年、中大兄皇子は近江大津宮に遷都し、翌年正月に天智天皇となる。

## 調査・研究と保護
考古学的研究は、1971年（昭和46年）の高橋護の踏査による、土塁の列石と水門の発見を嚆矢とする。1978年（昭和53年）、山陽放送25周年記念事業として、「鬼ノ城学術調査団」による初の学術調査が実施された。
1990年（平成2年）、史跡「鬼城山」の指定地が公有化された。城内域の70％を岡山県が所有し、外郭線の下方を含む他の面積を総社市が所有する。
発掘調査は、1994年（平成6年）から総社市教育委員会で開始された。成果報告は『鬼ノ城 角楼および西門の調査』（1997年）、『鬼ノ城 南門跡ほかの調査』（1998年）、『鬼ノ城 西門跡および鬼城山周辺の調査』（1999年）、『鬼ノ城 登城道および新水門の調査』（2001年）で報告されている。また、総社市の鬼城山史跡整備事業に伴う発掘調査が継続された。成果報告は『古代山城 鬼ノ城』（2005年）、『古代山城 鬼ノ城 2』（2006年）で報告されている。そして、城内の発掘調査は、1999年（平成11年）から岡山県教育委員会で開始された。成果報告は『国指定史跡 鬼城山』（2006年）、『史跡 鬼城山 2』（2013年）で報告されている。
試掘調査に先立ち、地元住民他の湿地の自然保護の要望に対し、岡山県と総社市の教育委員会を交えて「文化財保護と自然保護」の調整が行われた。
防衛体制の整備は、軍事上の重要性や各地域の事情から、築城時期に遅速があったと思われる。現在の出土遺物を見る限り、鬼ノ城は飛鳥Ⅳ期が始期であり、7世紀第4四半期頃から8世紀初頭にかけて機能し、きわめて短期間にその使命を終えたと考える。
鬼ノ城は、地元に定着した朝鮮半島系の人達が動員され、他地域にないような古代山城を造ったと思われる。また、発掘された土器を見れば、667年頃の築造はあり得ると思われる。
九州管内の城も、瀬戸内海沿岸の城も、その配置・構造から一体的・計画的に築かれたもので、七世紀後半の日本が取り組んだ一大国家事業である。
1898年（明治31年）、高良山の列石遺構が学会に紹介され、神籠石の名称が定着した。そして、その後の発掘調査で城郭遺構とされた。一方、文献に記載のある屋嶋城などは、「古代山城」の名称で分類された。この二分類による論議が長く続いてきた。しかし、近年では、学史的な用語として扱われ、全ての山城を共通の事項で検討することが定着してきた。また、日本の古代山城の築造目的は、対外的な防備の軍事機能のみで語られてきたが、地方統治の拠点的な役割も認識されるようになってきた。

## 現地情報
総社市鬼城山ビジターセンターでは、鬼ノ城やその調査についての展示を見学できるほか、駐車場が併設されている。城壁に沿って2.8キロメートルの散策路が設けられている。
JR西日本吉備線服部駅から約5キロメートル。であるが、自家用車以外のアクセスでは、岡山県観光連盟は総社駅からのタクシー利用（所要時間30分程度）を勧めている。
鬼城山の森林植生は健全なアカマツ林であり、特異な事例と言える。

## ギャラリー

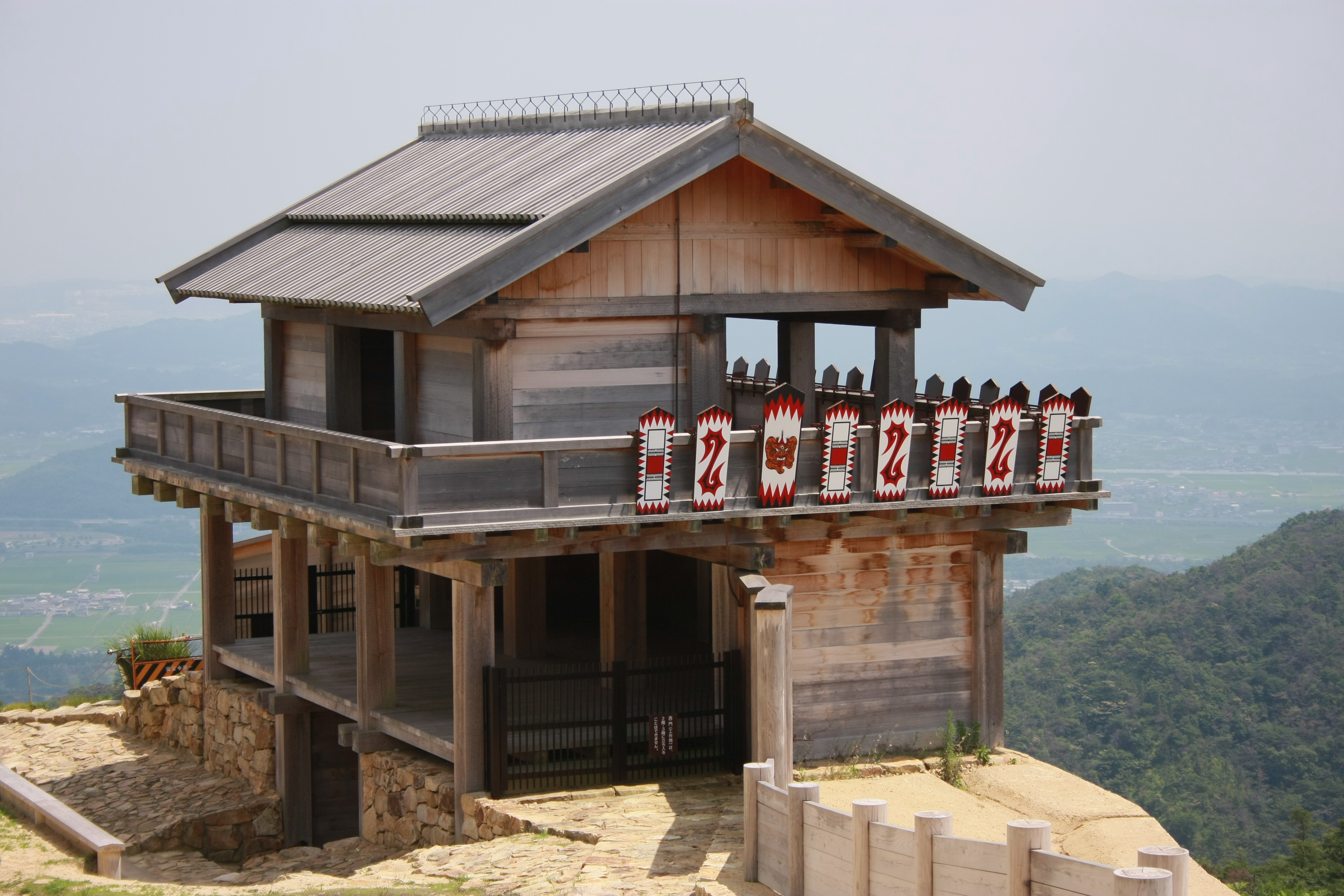
西門（城内より）
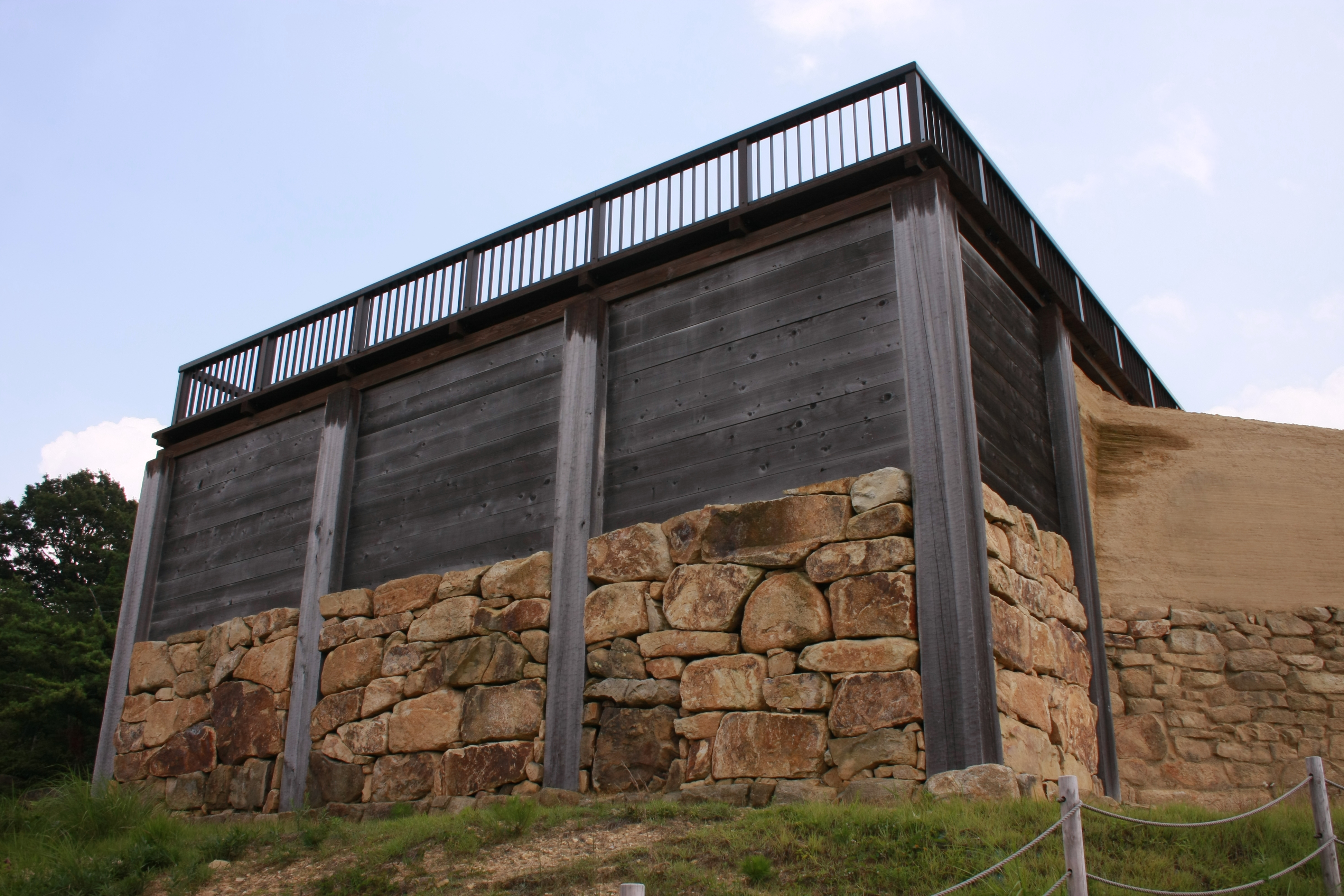
角楼（城外より）
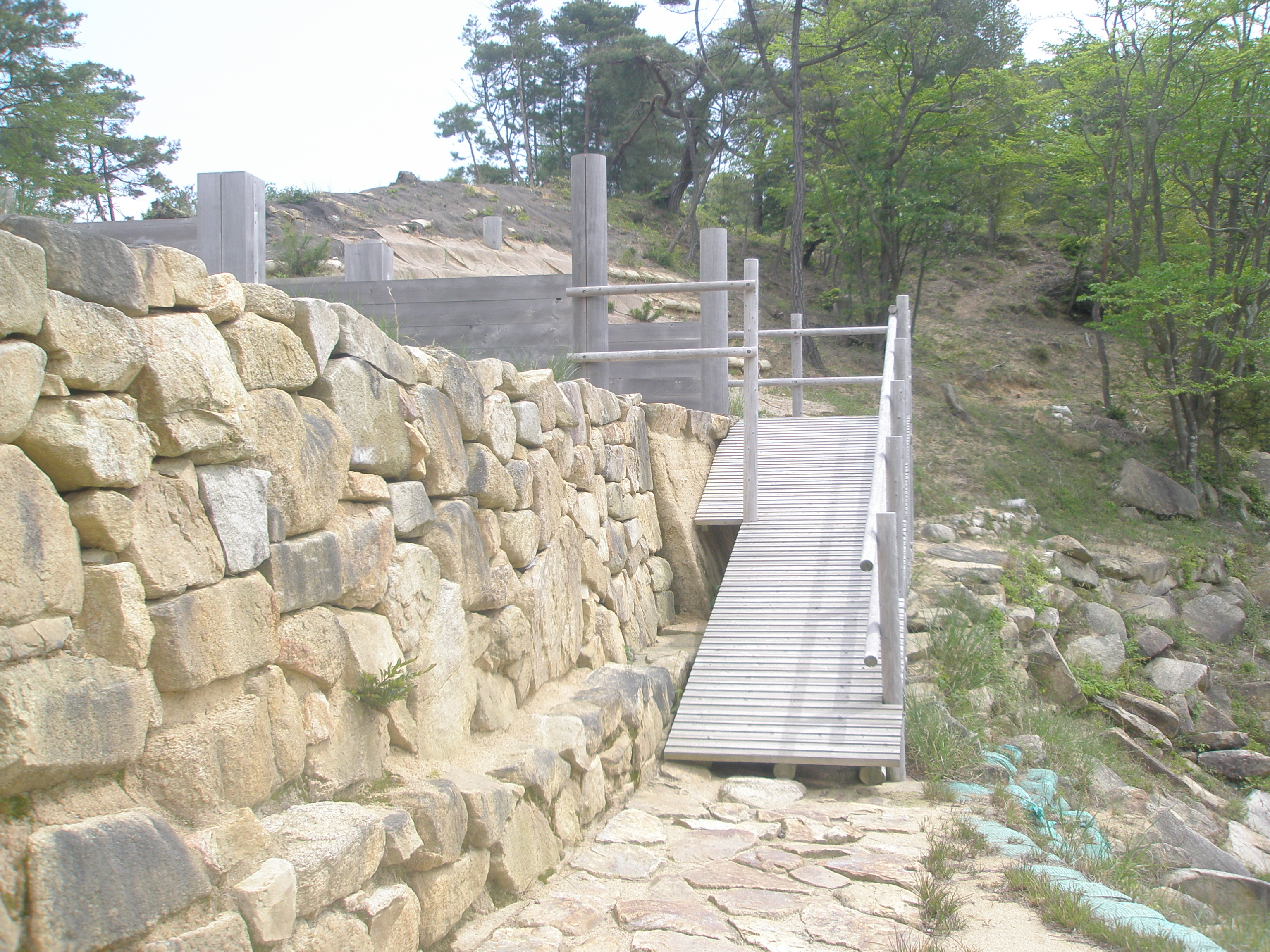
北門（城外より）
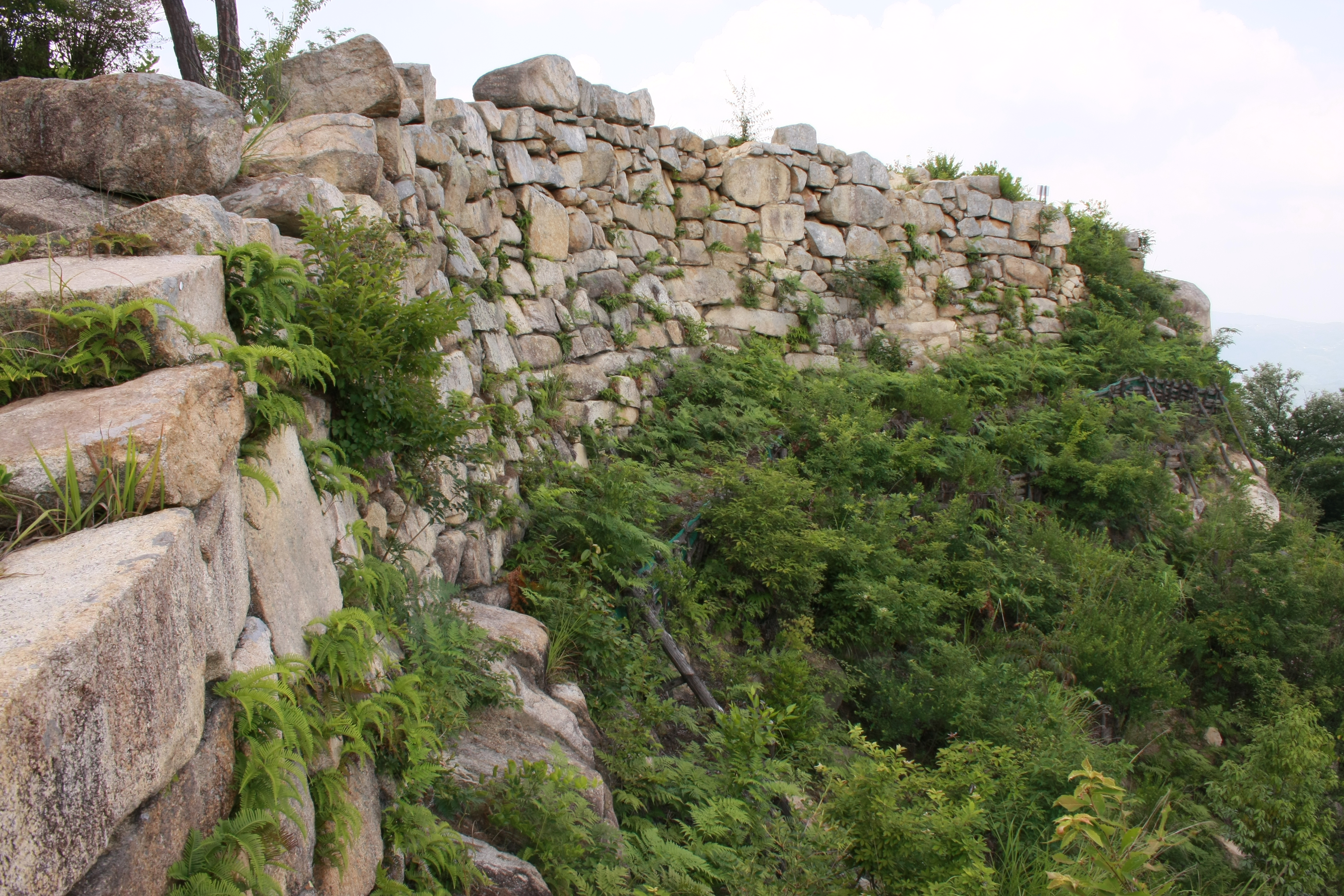
屏風折れの石垣
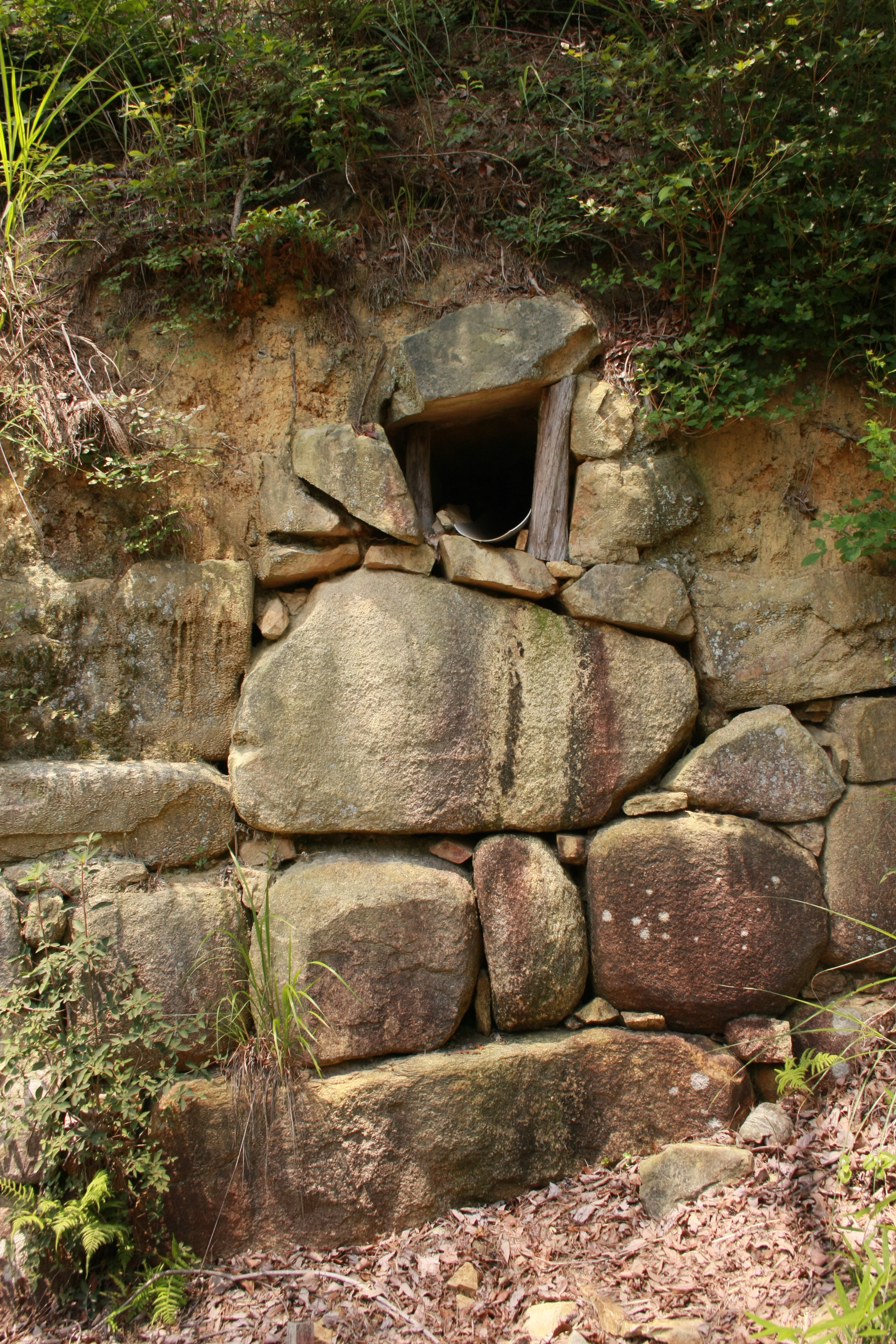
第二水門
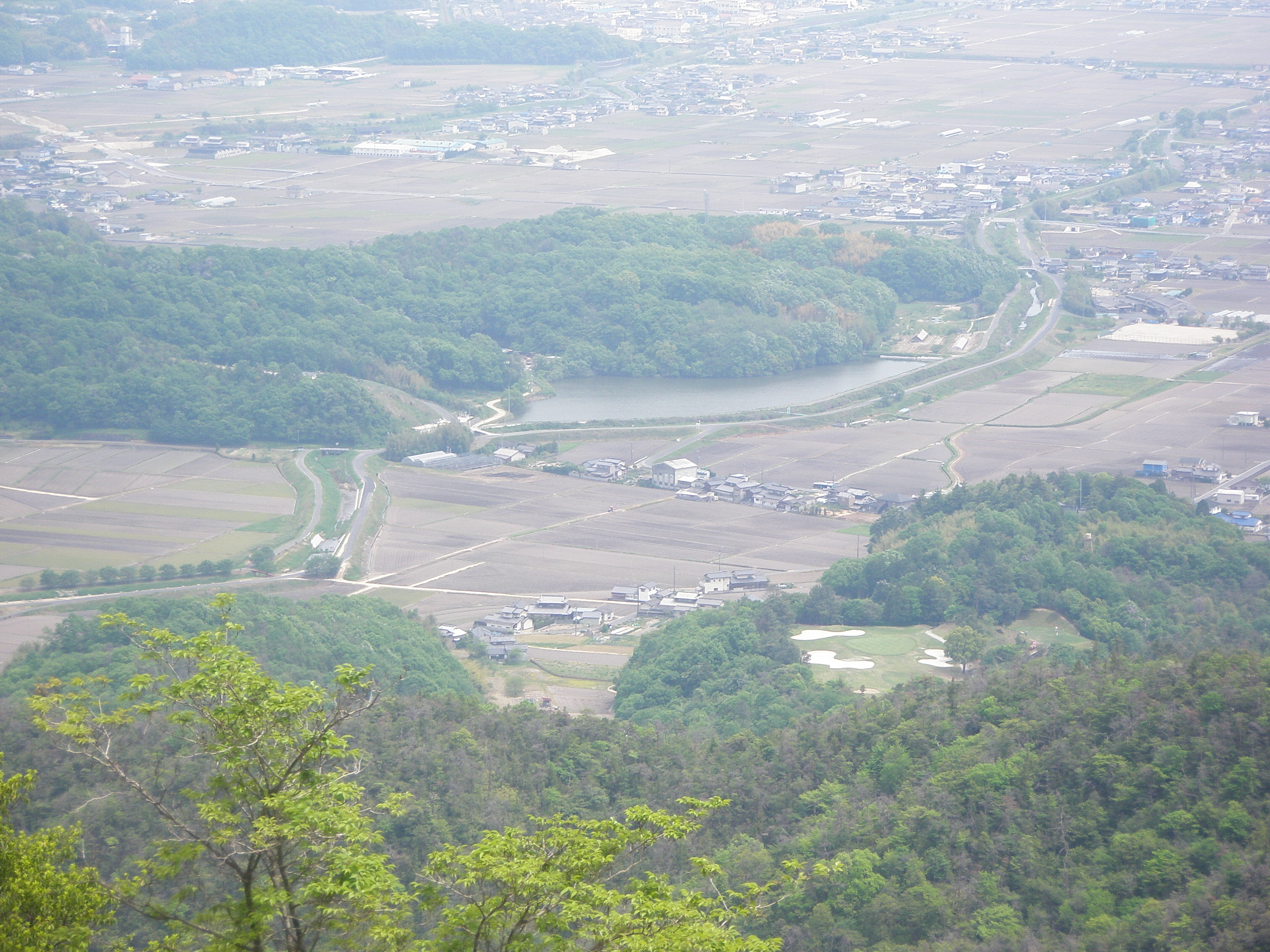
水城状遺構を望む